# كريس وادل
كريس وادل (بالإنجليزية: Chris Waddle)‏، من مواليد 14 ديسمبر 1960، لاعب كرة قدم إنجليزي سابق، ومدرب كرة قدم إنجليزي.
لعب مع منتخب إنجلترا لكرة القدم.

## روابط خارجية
- كريس وادل على موقع IMDb (الإنجليزية)
- كريس وادل على موقع ميوزك برينز (الإنجليزية)
- كريس وادل على موقع ديسكوغز (الإنجليزية)
- كريس وادل على موقع الاتحاد الدولي (مؤرشف)  (الإنجليزية)
- كريس وادل على موقع الاتحاد الأوربي (الإنجليزية)
- كريس وادل على موقع قاعدة بيانات كرة القدم.إي يو (الإنجليزية)
- كريس وادل على موقع ليكيب (الفرنسية)
- كريس وادل على موقع ناشيونال فوتبول تيمز (الإنجليزية)
- كريس وادل على موقع Soccerbase.com (لاعب) (الإنجليزية)
- كريس وادل على موقع عالم كرة القدم.نت (الإنجليزية)